# Renzo Tombolato
Renzo Tombolato (nacido el 4 de noviembre de 1955 en Cittadella, Italia)  es un exjugador italiano de baloncesto. Con 2.03 metros de estatura, jugaba en la posición de pívot.
Consiguió 9 títulos internacionales a nivel de clubes, siendo el jugador con más Recopas, con 4, junto con Pierluigi Marzorati, Renzo Bariviera y Umberto Cappelletti.

## Palmarés
- LEGA: 2

Pallacanestro Cantú: 1975, 1981.
- Copa Korac: 3

Pallacanestro Cantú: 1973, 1974, 1975
- Copa Intercontinental: 2

Pallacanestro Cantú: 1975
Pallacanestro Virtus Roma: 1984
- Recopa: 4

Pallacanestro Cantú: 1977, 1978, 1979, 1981.
- Euroliga: 1

Pallacanestro Virtus Roma: 1984